# IJssel
El riu IJssel (també anomenat Geldersche IJssel) és un distributari del Rin als Països Baixos que comença a Westervoort a l'est d'Arnhem i que desemboca al Ketelmeer i després a l'IJsselmeer.

## Geografia
De Deventer fins a Hattem el riu fa la frontera entre Gueldre i Overijssel. Les localitats més importants als marges de l'IJssel són Zutphen, Deventer i Kampen i els nuclis històrics Doesburg i Hattem.
Els afluents són l'Oude IJssel, el Berkel i l'Schipbeek. El Ganzediep és una vella derivació del riu.
El nom de la senyoria d'Overijssel, una de les Disset Províncies i l'actual província Overijssel prové del riu i significa ultra l'IJssel.

## Història
A l'origen, es pensava que el riu era un canal que els romans van foradar per a connectar el Rin amb l'Oude IJssel, però un estudi de la Universitat de Wageningen va concloure que probablement és més recent i data de l'alta edat mitjana. Aquest Oude IJssel va esdevenir un afluent.

## Galeria

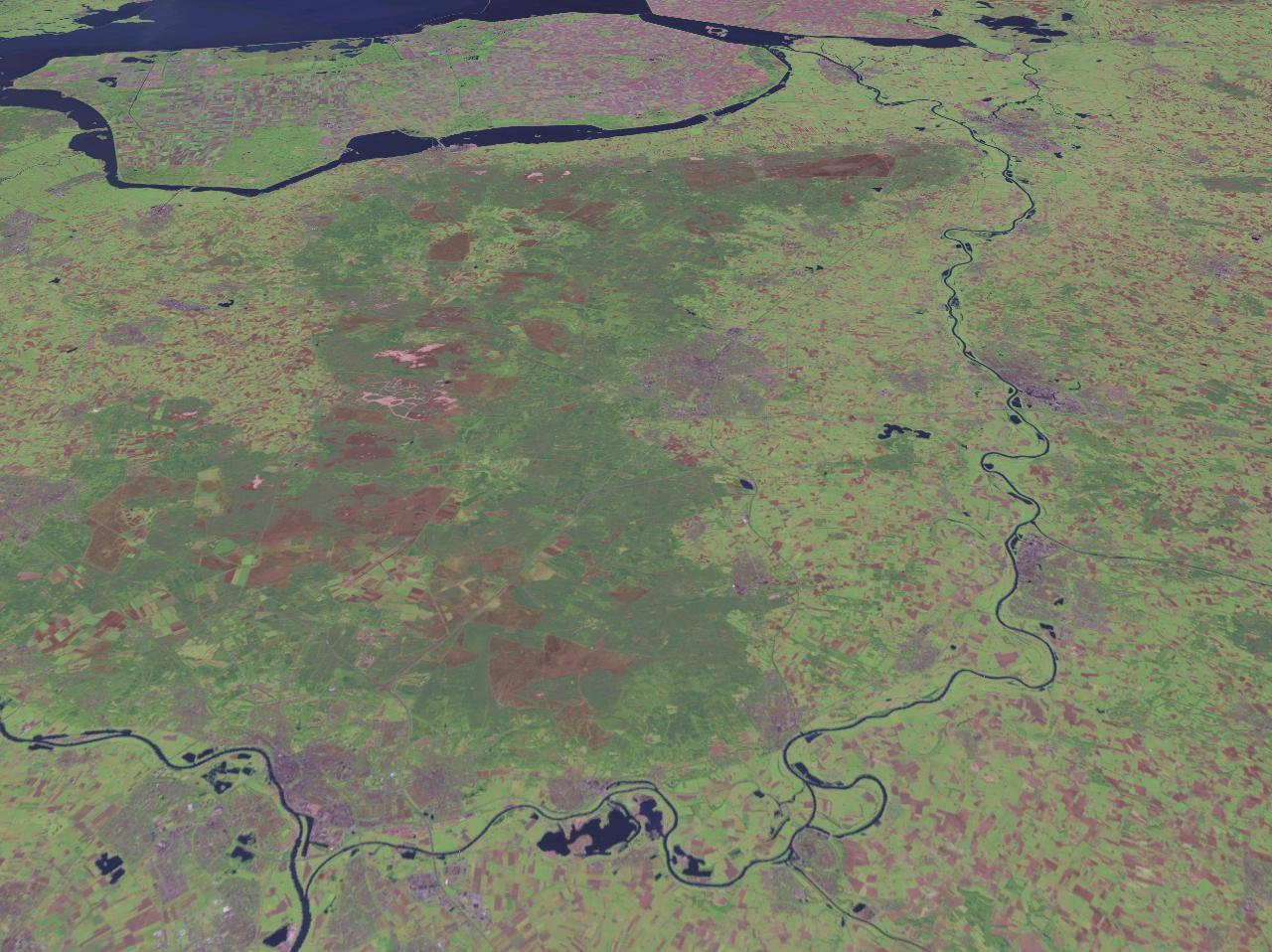
Vista aèria del IJssel
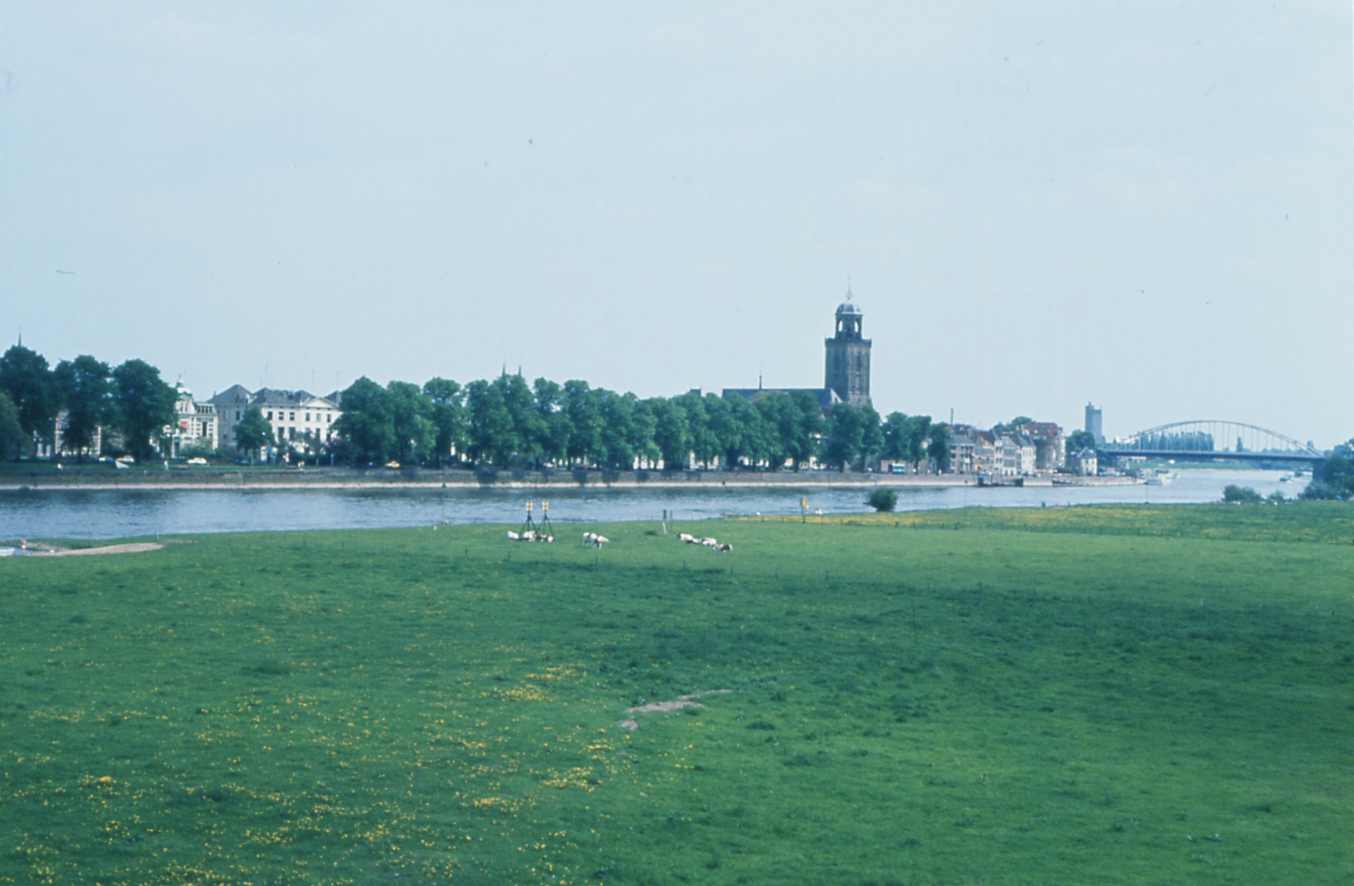
L'IJssel prop de Wijhe
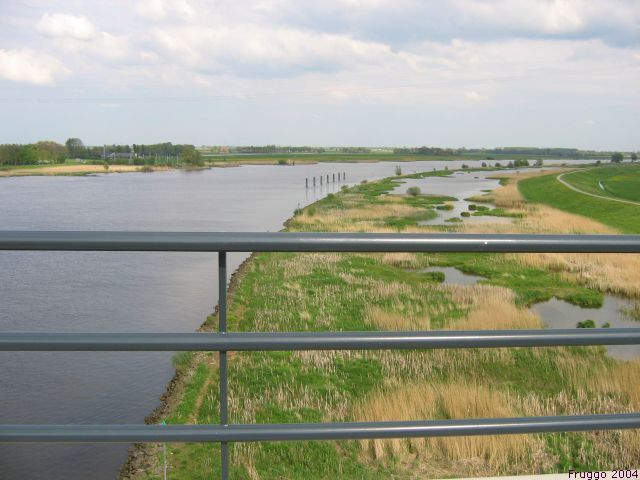
L'IJssel a Kampen

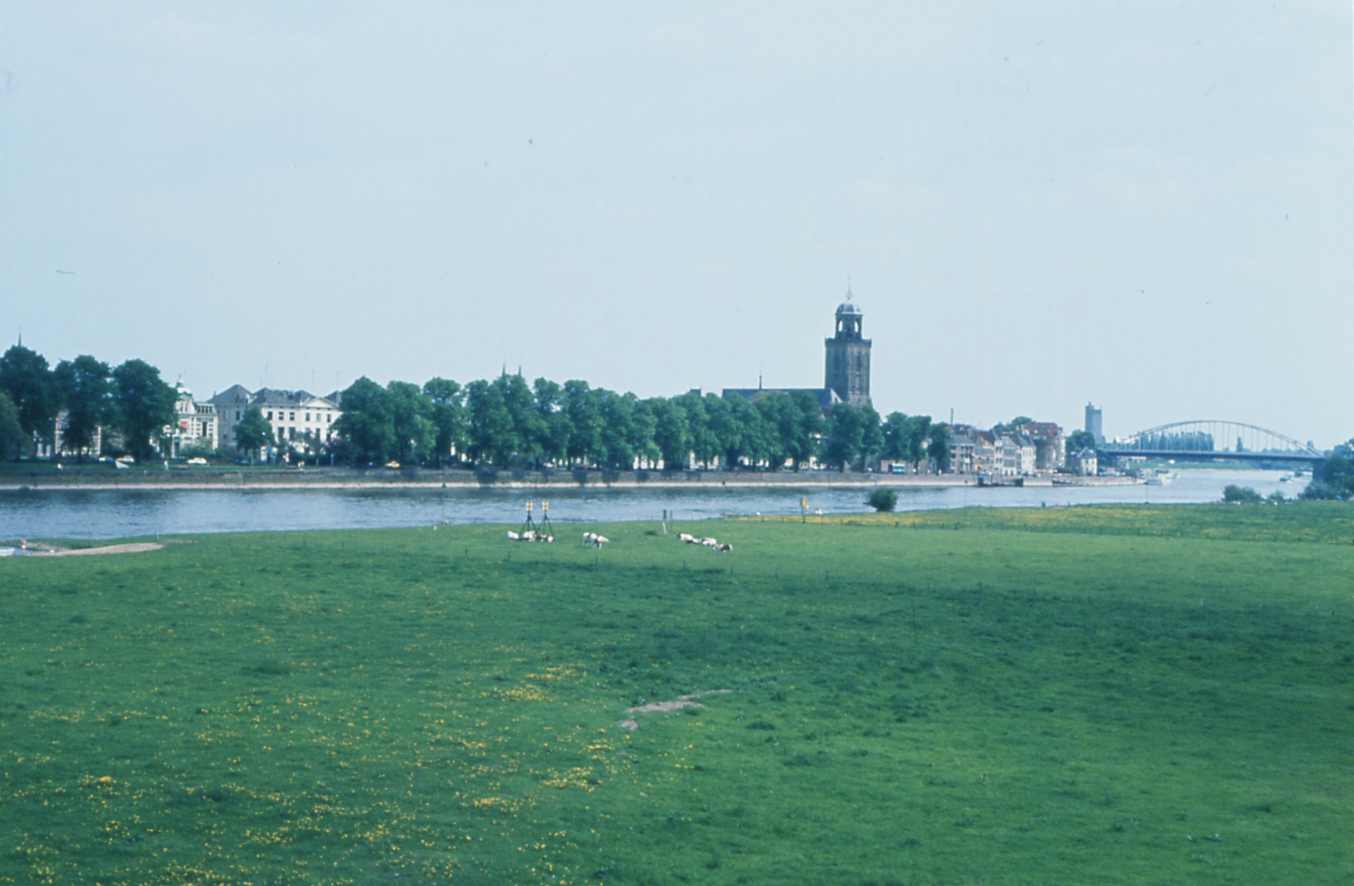
L'IJssel a prop de Deventer
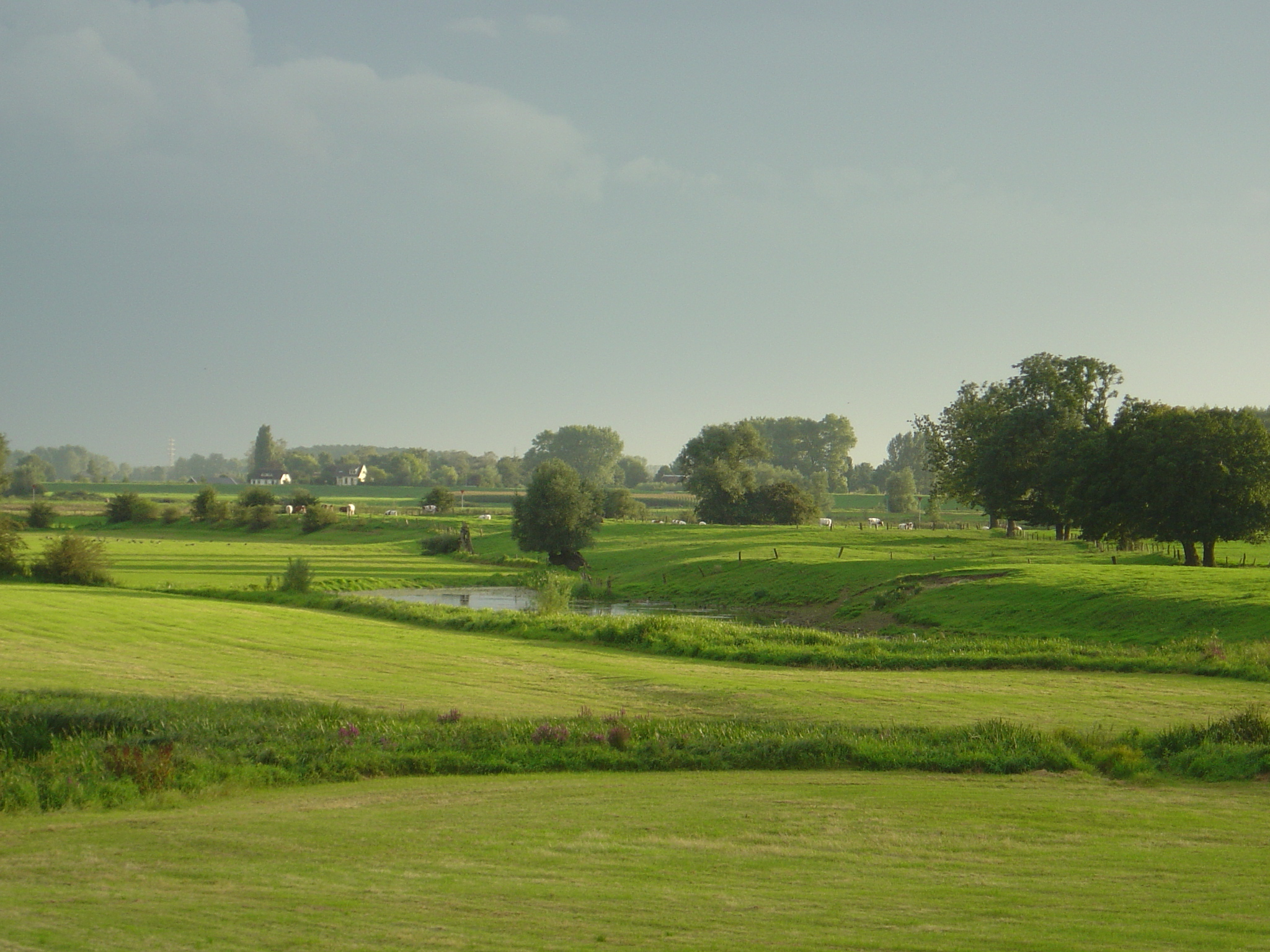
Zona d'inundació de l'IJsel a Olst
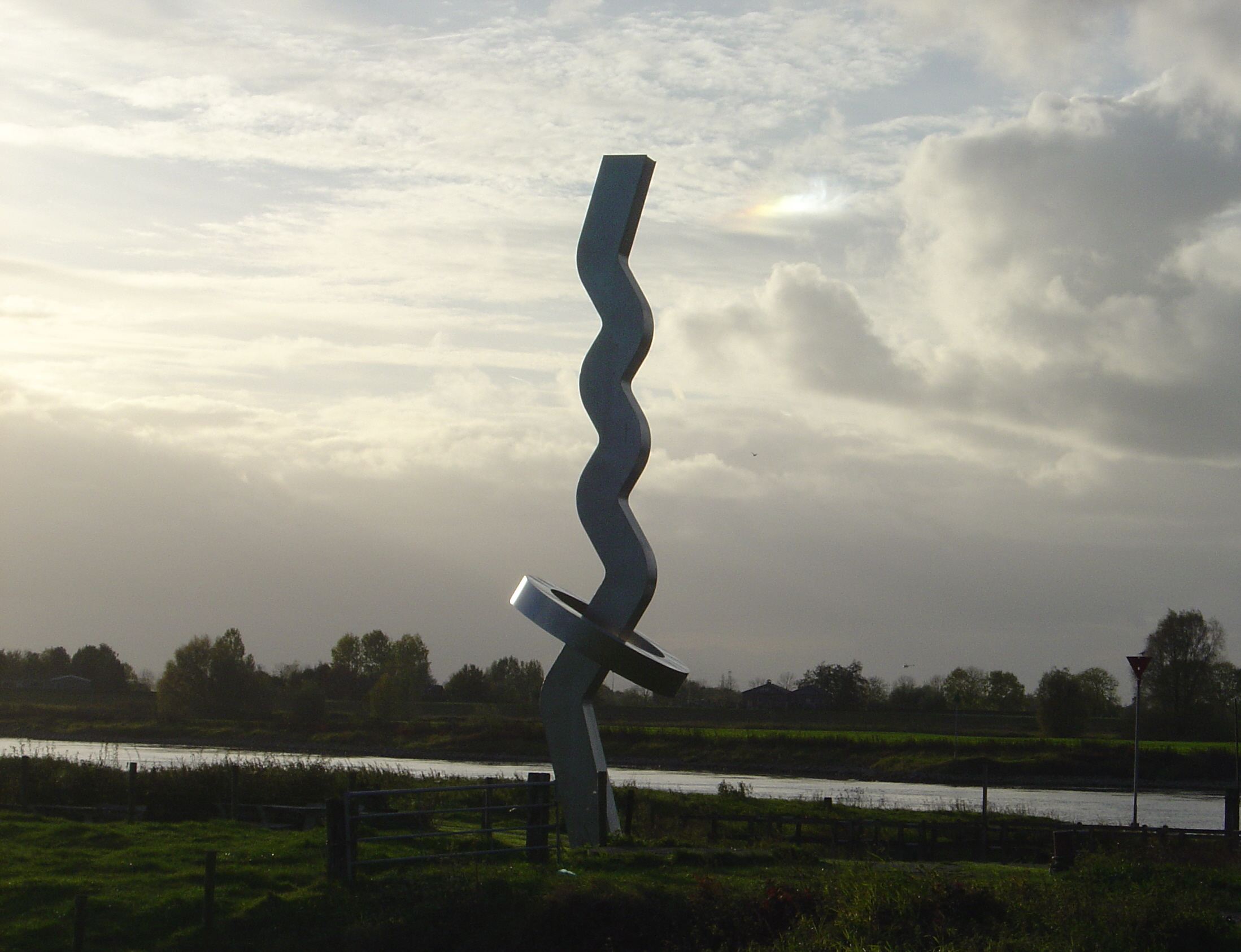
Balisa d'Overijssel a Olst